# Mroczkowa
Mroczkowa (niem. Eckwertsheide)– wieś w Polsce położona w województwie opolskim, w powiecie nyskim, w gminie Skoroszyce.
W latach 1975–1998 miejscowość administracyjnie należała do ówczesnego województwa opolskiego.

## Nazwa

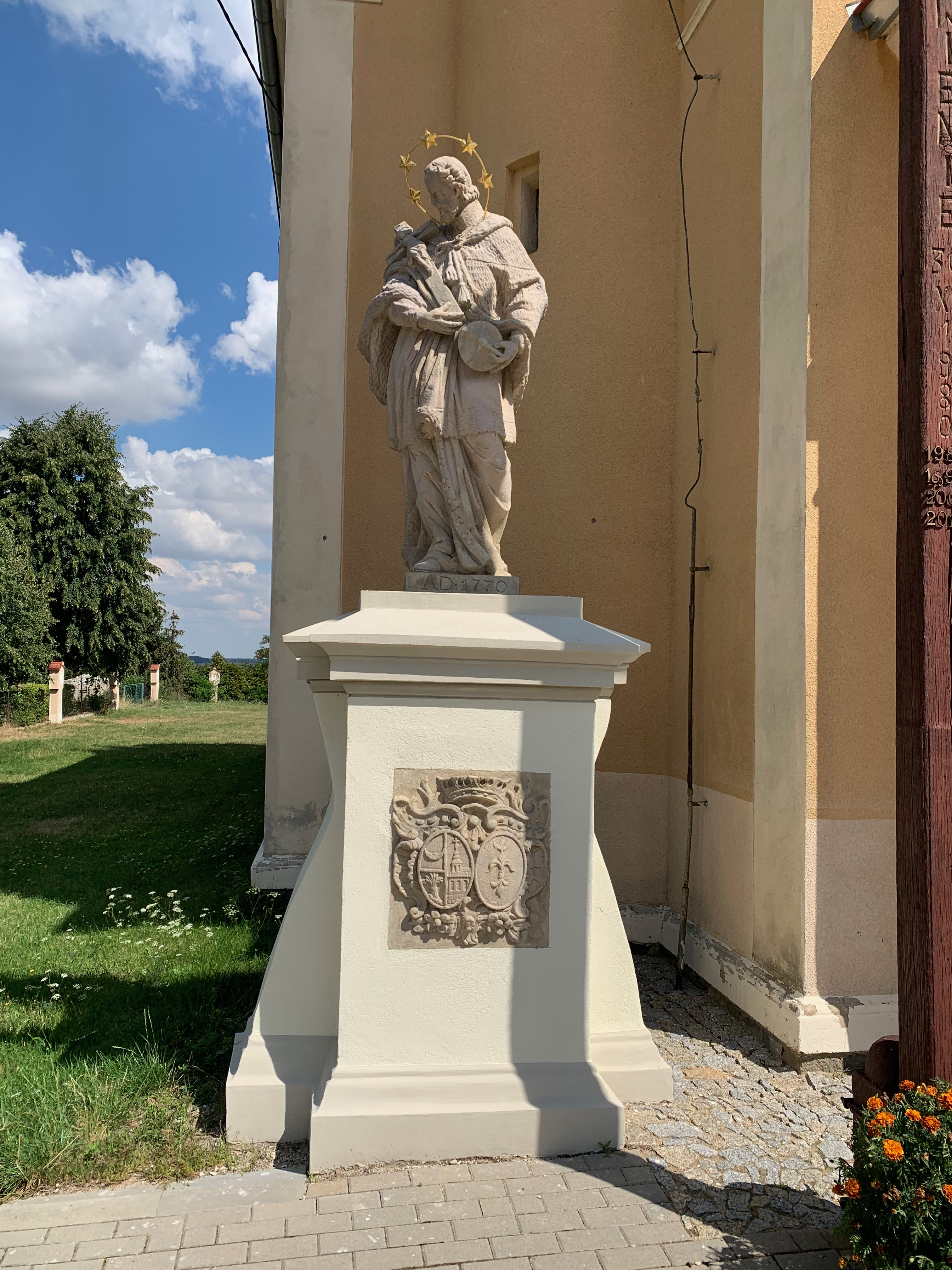
Figura św. Jana Nepomucena przy kościele

W księdze łacińskiej Liber fundationis episcopatus Vratislaviensis (pol. Księga uposażeń biskupstwa wrocławskiego) spisanej za czasów biskupa Henryka z Wierzbna w latach 1295–1305 miejscowość wymieniona jest w zgermanizowanej formie Heckebrachczheyde w szeregu wsi lokowanych na prawie polskim iure polonico.